# Elenina zgodba
Knjižna zbirka Elenina zgodba je delo avtorice Barbare Jelen, sestavljeno iz dveh posameznih knjig.  
Elenina zgodba je zbirka romanov, ki spremlja Elenino življenje od rojstva dalje. V zbirki se srečamo z vsem, kar se dotakne Eleninega življenja, ali je fizične ali pa duhovne narave.
Prva knjiga Materina zapuščina razkrije, kdo pravzaprav Elena je. Spremljamo vaško dekle Eleno od njenega rojstva pa vse do tiste ključne točke, ko se ji življenje spremeni v enem samem, a še kako prelomnem trenutku. Elena je skromno dekle, njena velika ljubezen do življenja, do ljudi in do raziskovanja vsega, kar jo obkroža, pa jo popelje v nove dimenzije - čustvene in prostorske. Na svojem popotovanju spoznava nove ljudi, kraje in stvari ter odkriva bistvo življenja in pomen vsega, kar že obstaja v njenem življenju.
Druga knjiga z naslovom Razsežnosti srca pa razkrije, kako se Elena in njeni bližnji spopadajo s preteklostjo, s spremembami v življenju, v medsebojnih odnosih in navsezadnje s spremembami v sebi. Elena išče svojega biološkega očeta in spoznava materin mestni svet. V nadaljevanju se tudi poglobi vez med njo in Erikom, saj se soočata z novimi odkritji v odnosu. Elenino srce odkriva moč ljubezni v različnih oblikah. Spoznava, kaj in kdo ji največ pomeni v življenju in se hkrati bori za svoje mesto v družini in družbenem okolju.
| NASLOV KNJIGE      | DEL ZBIRKE | LETO IZDAJE | ŠTEVILO STRANI | JEZIK     | COBISS ID |
| ------------------ | ---------- | ----------- | -------------- | --------- | --------- |
| Materina zapuščina | 1. del     | 2015        | 240            | slovenski | 80896513  |
| Razsežnosti srca   | 2. del     | 2019        | 164            | slovenski | 298201600 |